# 新利亚利亚区
新利亚利亚区（羅馬化：Novolyalinskiy rayon）是俄罗斯斯维尔德洛夫斯克州的一个区，行政中心为新利亚利亚，面积6,206平方（2,396平方英里）。该区2021年人口有20,804人；2010年人口23,564；2002年人口26,512；1989年人口29,819。